# Assunzione di santa Maria Maddalena
L'Assunzione di santa Maria Maddalena (o Comunione mistica) è un dipinto a olio e tempera su tavola (209,5x166,2 cm) di Antonio del Pollaiolo, databile al 1460 circa e conservato nella chiesa di Santa Maria Assunta a Staggia Senese, frazione di Poggibonsi (provincia di Siena).

## Storia
L'opera si trovava originariamente nella pieve di santa Maria a Staggia, per la quale era stata commissionata al Pollaiolo dal notaio Bindo Grazzini, attivo a Firenze ma originario del piccolo borgo fortificato. Il Grazzini era particolarmente devoto alla Maddalena, a cui aveva fatto dedicare una cappella nella pieve e anche un piccolo ospedale nel paese natale. 
L'opera venne a lungo dimenticata e riscoperta da Guido Carocci nel 1899. Nel 1905 venne pubblicata col giusto risalto da Bernard Berenson.

## Descrizione e stile
Quattro angeli sollevano miracolosamente Maria Maddalena dalla grotta in cui abitava nel deserto in preghiera e penitenza, mentre un quinto le porge l'eucaristia. La santa, i cui lunghi capelli ispidi coprono il corpo nudo, magro ed avvizzito, giunge le mani in segno di preghiera, rivolgendo lo sguardo alla sua meta celeste. Il moto ascensionale è evidenziato, altre che da alcuni nastri svolazzanti, dalla veduta "a volo d'uccello" del paesaggio, ottenuta con un orizzonte particolarmente ribassato, verso il quale il cielo schiarisce come all'alba. 
L'opera è dominata dai valori lineari, che vennero poi sviluppati nelle opere successive del Pollaiolo: la linea di contorno, tesa ed elastica, modella con precisione le anatomie e crea dei ritmi sapientemente orchestrati dove spiccano i gesti innaturali, le pose in scorci difficili, il senso di movimento delle vesti e degli arti. 
La roccia chiara in cui si trova la grotta ricorda la particolare impostazione a "prismi di luce" di Domenico Veneziano, visibile in opere come il San Giovanni Battista nel deserto, del 1445 circa.